# PGIM
PGIM, Inc.，簡稱PGIM，舊名保德信投資管理（Prudential Investment Management），是美國保德信金融的資產管理子公司。公司總部位於紐澤西州紐瓦克。2011年開始，大衛・亨特擔任公司的CEO。